# Brooklyn Follies
Brooklyn Follies es una novela de Paul Auster publicada en 2005.

## Trama
Nathan Glass, de 60 años, vuelve a Brooklyn después de que su esposa lo haya abandonado. Se ha recuperado de un cáncer de pulmón y está buscando un lugar tranquilo para morir. En Brooklyn encuentra a su sobrino Tom, al que no ha visto en muchos años. Tom se ha dado por vencido en la vida y se ha resignado a encadenar trabajos sin sentido mientras espera que su vida cambie. Ambos desarrollan una estrecha amistad, ayudándose y entreteniéndose el uno al otro en sus desgracias y miserias, mientras tratan de dejar la vida de lado. También está Harry, un homosexual al que le gusta hacer algunas cosas contra corriente. Aun así se irá formando un vínculo muy especial entre ellos.
Cuando Lucy, una niña pequeña que se niega a hablar, aparece en sus vidas, de repente se tiende un puente entre su pasado y su futuro que ofrece a Tom y a Nathan una posibilidad de redención. 
Brooklyn Follies contiene todos los elementos clásicos de la novela de Paul Auster. El protagonista es un hombre solitario que ha sufrido un cambio total desafortunado. El relato está basado en situaciones inesperadas y en coincidencias.